# 超显性
超显性是指一对等位基因在異型合子（Heterozygote）中的表现型或生理功能超出其任一同型合子的现象。即假设A与a是一对等位基因，若基因型为Aa的个体的表现型比基因型为AA或aa更突出，则称基因型Aa具有“超显性”。
如野生的苍蝇的基因型为W+W+，而白眼的苍蝇的基因型为WW，两个同型合子进行杂交产生的子代的基因型可能为W+W，这种基因型的苍蝇复眼的颜色比亲代更白，这就是超显性。
超显性可能是杂种优势的一个原因，但杂种优势却不一定是超显性。

## Gillespie模型
群体遗传学家John H. Gillespie于2004年建立了以下模型：
| 基因型：     | A1A1 | A1A2 | A2A2 |
| 相对适合度： | 1    | 1-hs | 1-s  |

表中的h代表杂合效应，而s代表隐性等位基因效应。
因此给s赋值（即 0<s<1），则由h则可得出下列信息:
| h=0   | A1显性，A2隐性 |
| h=1   | A2显性，A1隐性 |
| 0<h<1 | 完全显性       |
| h<0   | 超显性         |
| h>1   | 显性不足       |

## 人类遗传学
人类的镰刀型红血球疾病是由一隐性遗传病。导致镰状细胞性贫血的基因对拥有这种基因的人有害，基因杂合的人的寿命预期较短，一般不能达到50岁。但这对等位基因的表达也可以使拥有该基因的人获得一定的抵抗疟疾的能力。因此，在某些疟疾常发地区，镰状细胞性贫血症患者会因其较强的抗疟疾能力被自然选择出来。对于不具有抵抗疟疾能力的显性纯合子或可能患上更严重的镰状细胞性贫血症的隐性纯合子，杂合子患上两种疾病的可能性都较低，具有更高的适应性，体现出超显性的优越性。在Gillespie模型中，上述情形对应的是表格中h<0的情状。